# Phoenicurus leucocephalus
Phoenicurus leucocephalus é uma espécie de ave da família Muscicapidae.
Pode ser encontrada nos seguintes países: Afeganistão, Butão, China, Índia, Laos, Myanmar, Nepal, Paquistão, Tadjiquistão, Tailândia e Vietname.
Os seus habitats naturais são: florestas temperadas.